# Blekingetrafiken
Blekingetrafiken er det trafikselskab i Sverige, som varetager den offentlige transport i Blekinge län.  Selskabets årlige omsætning er 200 millioner SEK, mens antallet af rejser er cirka 6,5 millioner om året.

## Trafik

### Tog
Blekingetrafiken kører tog mellem Karlskrona og Kristianstad (i Skåne) på jernbanen Blekinge kustbana.  Togene videreføres til Malmö og København i  Skånetrafikens hhv. den danske Trafikstyrelses regi. Togoperatør på Blekinges kystbane indtil udgangen af 2008 er SJ, herefter overtager DSBFirst (formelt Öresundstrafiken AB) til og med 2015.  Banen har været elektrificeret siden 17. juni 2007, hvor der begyndte at køre Øresundstog på den.
Siden januar 2009 støtter Rikstrafiken ikke passagertransporten på Emmabodabanen (Kust till Kust-banens strækning mellem Karlskrona og Emmaboda i Kalmar län). Ansvaret herfor blev overtaget af Blekingetrafiken og Kalmar Läns Trafik med SJ som operatør.  Befordringen på strækningen har siden 11. januar 2009 været med Øresundstog samt busser.  Fra foråret 2011 til juni 2013 moderniserer Banverket den 57 km lange strækning for cirka 900 millioner SEK.

### Båd
I Blekinges skærgård har Blekingetrafiken passagertrafik pr. båd.  Der er otte ruter, hvoraf nogle ruter kun besejles om sommeren som turistbåde, mens andre sejler året rundt.  Bådene sejler især i Karlskronas skærgård, men også enkelte andre steder.

### Bus
Den øvrige trafik i länet sker med bus.  Der er bybusser i Karlskrona, Ronneby, Karlshamn og Sölvesborg.  Desuden er der rutebiler mellem de større byer, (Kustbussen), samt skolebusser til de tyndt befolkede områder.
Blekingetrafiken kører ikke selv busserne, men sender buskørslen i udbud.  Hos Blekingetrafiken har man valgt at lade en enkelt operatør stå for alle länets offentlige busruter. Efter at  Swebus i mange år havde haft kontrakten på buskørslen, vandt Bergkvarabuss kontrakten og har stået for buskørslen siden sommeren 2006.

## Ekstern henvisning
- Blekingetrafikens hjemmeside